# Imre Szabics
Imre Szabics (Szeged, 22 de Março de 1981) é um futebolista húngaro que joga no FC Augsburg.